# Chester Gillette

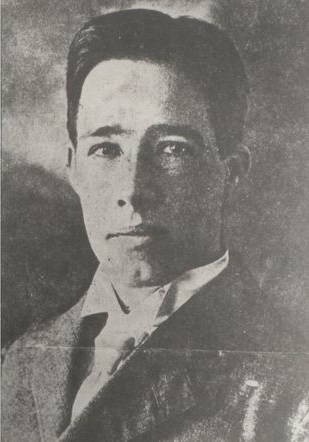
Chester Gillette

Chester Gillette (ur. 9 sierpnia 1883, zm. 30 marca 1908) – skazany za zabójstwo Amerykanin. Na nim była wzorowana postać Clyde Griffithsa w powieści Theodore Dreisera pt. Tragedia amerykańska.
Chester Gillette został skazany na karę śmierci na krześle elektrycznym za zabójstwo swojej kochanki Grace Brown. Gillette miał ją ogłuszyć rakietą tenisową podczas ich wspólnej wyprawy nad jezioro Big Moose (w górach Adirondack) oraz wyrzucić nieprzytomną do wody. Został aresztowany w kilka dni po zabójstwie. Do końca nie przyznał się do winy. Twierdził, iż Grace Brown popełniła samobójstwo skacząc z łodzi – a on chcąc ją ratować nieumyślnie przewrócił łódź, co pozbawiło go szans na skuteczną interwencję. W wersję tę nie uwierzył amerykański sąd – który uznał, iż było to zabójstwo z premedytacją. Według sądu Gillette wiedział, w jaki sposób należy uciekać i gdzie się udać po zaplanowanym zabójstwie.
Grace Brown w chwili śmierci była w ciąży z Chesterem Gillette. Między innymi ze względu na różnicę klas, z których pochodzili Gillette miał odmówić ślubu kochance. Należy wspomnieć, iż nieślubne dziecko w Ameryce na początku XX wieku było bardzo często powodem ogólnego zgorszenia lokalnej społeczności. Osoba z takim dzieckiem – często była wytykana palcami lub alienowana.
Chester Gillette został stracony na krześle elektrycznym 30 marca 1908 roku w Nowym Jorku. W chwili śmierci miał 24 lata.
Do dziś trwają spekulacje czy Gillette faktycznie zabił kochankę, czy jedynie nie udzielił jej pomocy, gdy ta wyskoczyła z łodzi. Na niekorzyść skazanego przemawiało to, iż miał on motyw. Również nie bez znaczenia pozostał fakt, iż po zdarzeniu na łodzi, wiedział w którą stronę się udać oraz to, iż według relacji świadków zachowywał się aż do momentu ujęcia bardzo beztrosko.
Z drugiej jednak strony Chester Gillette do momentu egzekucji nigdy oficjalnie nie przyznał się do winy, a w więzieniu zachowywał się bardzo spokojnie – nie mając najmniejszych problemów ze snem. Na apel swojej matki, która prosiła go by przyznał się do winy i wyraził skruchę (dzięki temu istniała szansa, iż otrzymałby wyrok dożywotniego pozbawienia wolności) – odpowiedział pytaniem: „Czy naprawdę bardziej wierzysz prasie niż własnemu synowi?”. Ówczesna prasa jeszcze przed zapadnięciem wyroku przypisywała Gillette zabójstwo Grace Brown.

## Literatura
- 2007: The Prison Diary and Letters of Chester Gillette: September 18, 1907 through March 30, 1908. – red. Jack Sherman i Craig Brandon. – Clinton, New York: Richard W. Couper Press. – ISBN 978-0-9796448-1-8.